# Leonel Álvarez
Leonel de Jesús Álvarez Zuleta (Remedios, 30 de juliol de 1965) és un exfutbolista colombià que jugava com a centrecampista defensiu.
Va jugar 101 cops amb la selecció nacional de Colòmbia entre 1985 i 1995, essent el segon jugador amb més partits disputats (a data de 2008). Disputà les Copes de Món de 1990 i 1994, i les Copes Amèrica dels anys 1987, 1989, 1991, 1993 i 1995.
Pel que fa a clubs, destacà a Colómbia a Independiente Medellín, Atlético Nacional amb qui fou campió de la Copa Libertadores el 1989 i a América de Cali amb qui guanyà la lliga colombiana els anys 1990 i 1995. També jugà a Mèxic al Veracruz, a Espanya al Reial Valladolid i als Estats Units al Dallas Burn.